# Aleksandr Tarchanow
Aleksandr Fiodorowicz Tarchanow, ros. Александр Фёдорович Тарханов (ur. 6 września 1954 w miejscowości Kazachstan w obwodzie zachodniokazachstańskim) – rosyjski piłkarz, grający na pozycji pomocnika, reprezentant Związku Radzieckiego, trener piłkarski.

## Kariera piłkarska
Na przełomie lat 60. i 70. trenował w drużynie juniorów Awtomobilista Krasnojarsk, skąd trafił następnie do pierwszego zespołu. Jednym z jego partnerów w drużynie był Oleg Romancew, z którym w późniejszych latach współpracował jako szkoleniowiec. Z Krasnojarska wyjechał do Chabarowska, a następnie do Moskwy, gdzie przez 9 sezonów występował w zespole CSKA Moskwa. Później zaliczył 1 sezon w SKA Odessa, a dwa ostatnie lat kariery spędził w SKA Rostów nad Donem. Karierę zakończył w 1987 w wieku 33 lat.

### Kariera reprezentacyjna
W latach 1976-1983 wystąpił w 6 meczach reprezentacji ZSRR.

## Kariera trenerska
Przełom lat 80. i 90. spędził w zespołach z niższych lig: ormiańskim Kotajku Abowian, SKA Odessa i Tereku Grozny. W 1992, po kilkumiesięcznym pobycie w uzbeckim Paxtakorze Taszkent rozpoczął współpracę z Olegiem Romancewem jako jego asystent w Spartaku Moskwa. Dwa lata później objął funkcję pierwszego trenera CSKA Moskwa. W tym samym czasie ponownie podjął współpracę z Romancewem, tym razem w ramach sztabu szkoleniowego reprezentacji Rosji. W CSKA pełnił także przez rok funkcję prezesa klubu. Kolejnym moskiewskim klubem w jego karierze było Torpedo, w którym spędził półtora roku. Później przez kilka lat pracował poza stolicą, prowadząc Krylia Sowietow Samara, Saturn Ramienskoje i Terek Grozny. W 2006 objął funkcję trenera FK Vėtra. Odszedł ze stanowiska pod koniec maja 2007. Po epizodzie pracy w Kryliach Sowietow objął funkcję szkoleniowca Kubania Krasnodar. Od 2010 do 2012 trzykrotnie z przerwami prowadził FK Chimki. W latach 2010-2011 ponownie kierował drużynę Krylia Sowietow Samara. 27 listopada 2013 objął prowadzenie Urału Jekaterynburg